# Warner (Alberta)
Warner ist eine Gemeinde im Süden von Alberta, Kanada, welche seit 1960 den Status eines Dorfes (englisch Village) hat. Sie liegt in Süd-Alberta, etwa 280 Kilometer südöstlich von Calgary bzw. 40 Kilometer nordwestlich von Coutts und der Grenze zu den Vereinigten Staaten. Die Gemeinde liegt am Rande des Palliser-Dreiecks und beherbergt den Verwaltungssitz des County of Warner No. 5.
Die Gegend ist, wie ein großer Teil der Great Plains, von der Landwirtschaft geprägt. Am nördlichen Ortsrand findet sich an der Bahnstrecke die sogenannte „elevator row“, einer Reihe von mehreren Getreidespeichern und in dieser Form eine von nur noch wenigen in Kanada.

## Demographie
Der Zensus im Jahr 2016 ergab für die Gemeinde eine Bevölkerungszahl von 373 Einwohnern, nachdem der Zensus im Jahr 2011 für die Gemeinde noch eine Bevölkerungszahl von 331 Einwohnern ergab. Die Bevölkerung hat dabei im Vergleich zum letzten Zensus im Jahr 2011 schwächer als die Entwicklung in der Provinz leicht überdurchschnittlich um 12,7 % zugenommen, während der Provinzdurchschnitt bei einer Bevölkerungszunahme von 11,6 % lag. Im Zensuszeitraum 2006 bis 2011 hatte die Einwohnerzahl in der Gemeinde leicht unterdurchschnittlich um 7,8 % zugenommen, während sie im Provinzdurchschnitt um 10,8 % zunahm.

## Verkehr
Warner ist für den Straßenverkehr gut erschlossen und liegt am Alberta Highway 4, welcher in Nord-Süd-Richtung an der Gemeinde vorbeiführt. Außerdem endet hier der Alberta Highway 36. Weiterhin liegt die Gemeinde an einer Eisenbahnstrecke der Canadian Pacific Railway. Der örtliche Flughafen (IATA-Code: -, ICAO-Code: -, Transport Canada Identifier: CEP6) liegt nordöstlich der Stadtgrenze und hat nur eine asphaltierte Start- und Landebahn von 900 m Länge.

## Söhne und Töchter der Gemeinde
- Wendy Sloboda (* 1967/1968), kanadische Fossiliensammlerin